# 林良实
敦林良实医生（1943年9月18日—），马来西亚政治人物、马华公会第六任总会长（1986年至2003年）、前交通部长。他于2004年获封S.S.M“敦”勋衔。
他也是现任拉曼大学名誉校长、前任拉曼大学理事会主席及拉曼学院理事会主席。担任拉曼学院理事会主席期间，他成功发展该学院至5所分院，分别坐落在槟城、霹雳、柔佛、彭亨及沙巴，在该大学创立过程中，他扮演举足轻重的角色。2012年，拉曼大学金宝校区建立敦林良实礼堂，并以他的名字命名。
作为马华总会长，林良实设立华仁教育基金、浮罗交怡计划、下乡与领养计划等，他领导的马华也在1995年和1999年的大选创下佳绩。2003年5月23日，林良实宣布辞去马华总会长职，并申明不改变决定，其署理总会长林亚礼也在同一时间宣布退位，两人的退位结束了马华为期3年的双林党争。
2015年10月27日，时任首相纳吉·阿都拉萨入禀法庭起诉林良实诽谤。他在诉状中指控，林良实于该年10月3日出席一项拉曼大学学院活动时，指责他滥用一个马来西亚发展有限公司（1MDB）资金的诽谤言论，并刊登在新闻网站。2018年5月22日，纳吉撤回诉讼，并同意支付2万5000令吉的堂费。

## 年表

### 党职
- 1971年：加入马华公会
- 1984年：马华党争爆发，属陈群川派精英的林良实被开除党籍，次年党争结束，他重回马华
- 1986年：新泛电事件发生，陈群川辞去马华总会长职，林良实接棒任总会长
- 1993年-2002年：蝉联总会长
- 2003年：辞去总会长职

### 官职
- 1974年：中选马打古晋国会议员
- 1976年：受委地方政府及联邦直辖区政务次长
- 1978年：受委新闻部副部长
- 1981年：受委财政部副部长
- 1984年：辞去副部长职
- 1985年：受委教育部副部长
- 1986年：出任交通部长
- 2003年：辞去交通部长职

## 履历
林良实1943年出生于霹雳江沙。早年就读于太平中学与吉隆坡皇家军事学院。1961年负笈新加坡马来亚大学，1966年考获医学士，旋赴槟行医，稍后加入马华公会。
1974、1978、1982年，他一连三届大选中选为槟州马打古晋区国会议员，先后担任过地方政府部政务次长，新闻部、财政部、教育部副部长。
1986、1990、1995年，则连续三届中选为柔佛州拉美士国会议员。1986年9月3日出掌马华总会长，并于1986年1月开始受委为交通部长。
林良实是于1971年加入马华，1984年马华爆发梁陈党争时曾被开除党籍，在1985年马华党争结束后委教育部副部长。
1986年接过陈群川辞去的马华总会长职，2003年向时任首相马哈迪·莫哈末辞去交通部长职，并于较后时辞去马华总会长职。目前他是拉曼大学名誉校长。

## 新闻部副部长（1978年至1982年）
1980年10月30日，与消费人有关的产品和服务检测课程首次在理科大学举行，并由时任新闻部副部长林良实主持开幕。这项为期17天的课程由国际消费者联盟组织（IOCU）主办，主要是针对食品、药物和环境三方面进行测试，研究和评估的基本原则，有关课程成功吸引了超过25位分别来自新加坡、泰国、巴西、印度等国家的地区的代表参加。

## 教育部副部长（1985年至1986年）
1985年3月21日，时任首相马哈迪·莫哈末委任林良实为副教育部长。对此他感激马哈迪重新委任他担任副部长，并说：“我曾说过，我认为任何人受委任为国家服务是一项无胜的荣幸，我永远都是这样认为。”他也表示将辞去私人界的一切职位，以便能专心服务国家。此外他还指出，教育部是一个具有重大挑战性的工作岗位，它在国家的建设过程中具有一个关键性的地位。林良实说：“我要做的第一件事就是设法约见教育部长阿都拉·巴达威，看他认为我应该怎样做，以尽力协助他管理教育部。”
同年4月17日，林良实在农业大厦九楼其办公室接见全国SRC8，SRC10，教师工委会代表团。

## 交通部长兼马华总会长（1986年至2003年）
自任交通部长以来，林良实推动了多项加强交通安全的革新措施，包括安装第3盏煞车灯、限制公众不可边驾车连用手提电话、电单车须在白天亮灯等，以求减低发生车祸的几率。
此外，马来西亚提议从新加坡建设泛亚铁路至中华人民共和国昆明、发展巴生港口为世界十大港口、争取长荣海运把本区域中转站从新加坡移至柔佛丹绒柏勒巴斯港口，以及吸引各国航班回流等，都是林良实任交通部长期间的政绩。
他甚至通过访问中国，把孔明灯引入马来西亚，并于1996年12月9日首次在柔佛州燃放。
林良实是雪隆乐龄人士协会的赞助人。

### 调查北海渡轮码头坍塌事故
1988年7月31日，槟城北海渡轮码头发生坍塌事故，造成32人死亡，1700人轻重伤。惨剧发生后的第4天，林良实向时任马来西亚最高元首苏丹依斯干达寻求御准，成立以联邦法院前法官郑明达、最高法院前法官赛阿基尔及交通部前法律顾问耶谷为首的皇家调查委员会。皇家调查委员会在45天的研审中，共传召99人出庭供证，包括港务局官员、伤者、建筑技术专家及警方人员。这项调查报告在事发隔年的9月21日，由林良实亲自公布详情，调查结果指候船处的平台结构是按照国际标准兴建，并有良好的维修纪录，而导致这起惨案是当局的操作上出现疏忽，以致平台超出负荷量而坍塌。

### 浮罗交怡教育振兴计划
1993年2月22日，林良实推展“浮罗交怡教育振兴计划”，目的是要革新国内家长对孩子教育的态度，在家长间推动一项精神改革，使他们对孩子的教育关注，因为教育是立国之本。此计划下有6个小组，就是：教育资料及辅导中心小组；教育领养小组；大专生下乡服务小组；宣传小组、幼稚园和家庭工业小组及征书小组。
1999年9月30日，林良实在麻坡为柔佛州马华浮罗交怡计划大专生下乡服务推介礼主持开幕时表示，马华所推动的浮罗交怡计划已经为无数乡区的孩子带来希望，同时唤醒更多乡区家长了解教育对孩子和家庭的将来有深远的影响，进而缩小城市与乡区教育水平存有极大差距的问题。

### 访问拿笃
1994年9月16日，林良实莅临拿笃进行一项访问，并于马华诗南区浮罗交怡计划修正小学资料中心启用主持揭幕礼，之后他在修正礼堂与华社代表及党员进行交流会和聚餐。

### 推展“购买国货运动”网页
1998年2月24日，林良实推展“购买国货运动”的网页，这个由马华青年团与CY公司所主办的运动吸引了超过60家本地公司参与，也得到各传媒的大力支持。首相马哈迪·莫哈末也于同年5月31日在独立广场主持这项爱国运动的开幕典礼。

### 成立拉曼大学
2001年，林良实与时任首相马哈迪·莫哈末一同搭机巡视工程，当时他向马哈迪提出这个概念（成立拉曼大学）。一星期后，时任副教育部副部长韩春锦向他带来好消息。同年7月8日，林良实在马华霹雳州常年大会上致开幕词时宣布，政府原则上批准马华承建一所属于私立大学的拉曼大学，他吁请全体华人应该共同努力，以完成兴建大学的使命。7月11日，林良实宣布定于隔年（2002年）招收首批新生的拉曼大学，也将接受持独中统考文凭的学生报读。针对反对党回教党认为成立该大学是一项政治策略，并且持反对的立场，林良实抨击其立场并称回教党只为反对而反对。7月13日，林良实为2001年马华丁州联委会常年大会主持开幕仪式后向记者说，拉曼大学除了设有工程系、商业行政系、会计系及咨询工艺系等之外，也将设语文系，以便能在培训国内（马来西亚）学生之外，也能培训本区域的海外学生，从而助政府达致马来西亚成为本区域的学术中心。7月14日，林良实称马华计划把该大学提升为国际大学，协助国家赚取大笔外汇。8月8日，林良实披露，马华已成功邀请到15名华社领袖、商界翘楚和前政界领袖，成为拉曼大学的第一批发起人。

2002年2月26日，林良实向传媒宣布，拉曼大学将会开办8个科系，其中2个科系，即中文系及商业管理系的学位资格已经获得全国学术鉴定局的批准。林良实有信心，其余6个科系的学位资格能在不久后获得当局的核准。他还说：
|          | 一旦拉曼大学开办科系的学位资格获该局的承认，他们将会开始展开一系列广告宣传、聘请大学教授、讲师及教职员的工作。 |
| ——林良实 | |

4月15日，林良实说，随着拉曼大学获得9名国际著名学者加入该大学国际学术咨询委员会后，国际社会会更快承认拉曼大学的地位。6月16日，拉曼大学首批约500名新生，在位于八打灵的临时校舍开始上课。10月6日，林良实证实该大学总部已经铁定设在霹雳州金宝，并于2003年1月举行动土礼。
2003年8月19日，林良实宣布拉曼大学把独中统考文凭视为与大马高级学校文凭（STPM）同等资格，因此，符合入学资格的独中生可凭统考成绩，直接进入该大学的学士课程就读。11月29日，林良实在霹雳州金宝拉曼大学总校动工仪式后向记者指出，该大学考虑招收马来学生，并且致力成为一所国际大学。

### 引退
1999年马来西亚大选后，林良实与时任署理总会长林亚礼因内阁官职安排而关系紧张，两者更在2000年4月9日党内的会长理事会会议上公开决裂，再加上2001年收购南洋商报事件，导致马华派系斗争越演越烈。
2000年5月22日，林良实宣布辞去交通部长职，令双林党争出现戏剧化的转变，也为双林角力添加更多“弹药”。林良实支持者无不感到震惊和伤感，促请他重新考虑这项决定。其声明中也提及林良实作为党和华社在内阁服务的资深部长，其代表性和作出的服务是无法被取代的。林良实随即告假2周，与其家人飞往澳大利亚柏斯度假，马华高层领袖也纷纷赴澳洲劝请林良实不要辞官。
5月23日，林亚礼率领马华3名副总会长（冯镇安、黄家定、陈广才）会见首相马哈迪·莫哈末，表达该党会长理事会及中委会决定，挽留林良实续任交通部长。6月6日，林良实宣布留任交通部长职。6月13日，林良实返回交通部上班。
2003年1月7日，林良实宣布本身已于2002年8月15日向首相马哈迪·莫哈末提呈一封未注明日期的辞职信。他说，当拉曼大学在2002年8月13日开幕的两天后，自己向马哈迪提呈这封辞职信。询及辞职的理由，林良实说，他在任期间已经完成了他的工作议程，并且对国家给他机会作出服务表示满意，而且无怨无悔。林良实夫人王维娜在其住家说，丈夫的决定获得全家人支持，而她希望公众能给林良实更多的休息和个人空间，毕竟林良实已经在位多年。
1月8日，首相马哈迪声明不批准林良实呈辞，他会在适当时机来临时才考虑林良实这项决定。林良实对此回应称将服从马哈迪的指示。另一方面，槟城州马华联委会主席黄锦鸿表示，他相信首相迟迟不答应林良实辞职，因为首相珍惜林良实的贡献及服务。1月11日，首相马哈迪在首相署对报界指出，他会在适当的时候，针对林良实的辞职作出决定。
5月17日，马华总秘书陈祖排发出只需要7天的中委会议通知书予全体中委，并择定在5月23日召开会议。5月20日，《南洋商报》探悉林良实和署理总会长林亚礼已把辞职信交给总秘书，消息透露，随着双林引退，总会长和署理总会长职位将由黄家定和陈广才分别填补。同日，霹雳州马华基层领袖率领百多名党员到交通部挽留林良实，林良实不愿发表谈话。5月21日，更多马华基层前往交通部挽留林良实，不过，霹雳州尊重林良实的决定。5月22日，林良实证实他已经决定辞去马华总会长职位，该决定获得首相马哈迪·莫哈末的赞同。
5月23日，林良实与林亚礼向中委会提呈辞职信，不过遭中委会拒绝。经过一番劝说无效，中委会在晚间复会后接纳双林辞职，并且议决由黄家定接任总会长，陈广才接任署理总会长。《南洋商报》探悉林良实向中委表明，他有信心马华在黄陈两人的领导下可促进团结。

林良实辞职信内容如下：
|  | 我谨此呈上辞卸马华总会长职位的信。 |

|  | 回首当年，我于1971年9月11日，被已故的陈修信委任为中委。在近32年来，我得此荣幸与马华中委会一同服务，后期的16年更成为总会长。 |

|  | 我感谢所有前任总会长对我的领导与引导，我也感谢中委会所有同僚，在我担任总会长期间给予的支持及合作。 |

|  | 我的呈辞行动是为马华领导层政权的转移，能够在顺利和符合党章的情况进行而铺路。 |

|  | 我呈辞的心情并非沉重，反之，对我们的政党将由能者领导感到宽心。我对我的继承者之个性及能力非常有信心。 |

|  | 我要感谢黄家定和陈广才，在这次的政权转移所给予的合作。他们的成熟态度使我们无需经过冗长的商议便取得硕果。 |

|  | 致所有党员、以及我有幸曾与他们一起为达致党使命而工作的人士，谢谢您们。 |

|  | 在多元种族社会的马来西亚，若我无法承认国阵的重要角色，我将无法履行任务。我亏欠所有国阵同僚一个大恩情，特别是对我如父亲般、无私地循循善诱的首相马哈迪。 |

|          | 最后，我必须说，在马华服务的日子里，我已竭尽所能。若有时候，我尽了全力还不够完美，请原谅我！ |
| ——林良实 |                                                                                              |

5月24日，林良实在马华总部一项记者会表明，他不会在随时可能举行的大选上阵。他说，他也无意在2005年马华党选中，再次竞选马华总会长。林良实在记者会上也道出了本身的辞职始末。
5月25日，林良实到安顺为马华新会所大厦主持开幕仪式，这是他宣布辞去该党总会长职后的首个活动。林良实说，他早在一个多月前已决定要辞去总会长的职位，并定下退休计划。
5月26日，马华副总会长冯镇安接受《南洋商报》访问时指出，该党推动和解方案的过程中，作出最大牺牲的人是已卸任总会长的林良实而不是他本人。他同时认为林良实在过去17年来领导马华，对华社所作出的贡献是有目共睹的。
8月10日，林良实出席第五十届马华代表大会后指出，既然他已退位了，党员应该向前看，配合及支持马华新任领导层。他说：“我已经退休了，所有的方案都顺利地进行，新的领导层也已经产生，他们（反林良实者）不需要再反对我，因为我已经走了。他们要向前看，给予新的领导层及新团体配合，让马华可以继续迈进。”
马来西亚内阁史无前例于9月18日设宴欢送林良实荣休，表扬他过去17年来为政府、国家作出卓越的服务和贡献。
2004年7月15日，林良实受大马林氏宗亲总会邀请，到马六甲为该总会召开的第12届第1次会员代表大会主持开幕时表达了对于退隐政坛后的生活感到十分满意。他说：“我现在真正体会到无官一身轻的真谛！”林良实说：“我退隐政坛已超过1年，在没有担任部长之后，我无官一身轻，生活还是过得很有意义。”他也表示本身已把大部分时间用在推动教育工作方面。

## 引退后
退位后，林良实曾多次强调自己不再评论任何政治相关课题。
林良实的两个儿子林熙隆和林熙杰在他退位后开始活跃于政坛。2005年，林熙隆当选马青署理总团长，林熙杰则当选马青中委。
2008年7月，《东方日报》引述消息指出，林良实在来届的马华党选料将扮演“幕后军师”的角色，结合曾隶属他领导的A队旧部，包括前副总会长蔡细历与两名时任副总会长林祥才和冯镇安，扳倒获得时任总会长黄家定当权派所护航的翁诗杰。不过，林良实在接受《当今大马》访问时否认了该传闻。
2009年8月27日，林良实出席《星洲日报》80周年庆晚宴，被追问会否介入调解马华出现的党争时表示，如果有人要求他出面调解马华的党风波，他不排除会做出考虑。他指出，身为一名资深党元老，确实有很多人包括党员及党元老上门找他，不否认曾有人就蔡翁问题提出意见。
2009年10月9日马华特大举行前夕，林良实因为在家中摔断右手前往医院治疗。据《马新社》报道，林良实是于当天凌晨在家中跌伤，导致右手骨折，他于中午约12时在夫人王维娜陪伴下到灵市阿松达医院求诊。林良实于马华特大前夕跌倒后一直没有露面，以致外间传闻他跌倒可能是中风所致；不过，林良实身边的消息人士受《星洲日报》询问时严正否认该传闻。
2015年8月29日，林良实出席了倒首相纳吉·阿都拉萨的净选盟4.0集会，引起广泛讨论。10月3日，林良实首度开腔要纳吉下台，引起纳吉不满，他也表明不道歉，纳吉最终于10月27日入禀高庭起诉诽谤，但林良实也不甘示弱，在该年12月14日反起诉纳吉。两人的官司直到2018年马来西亚大选后，由纳吉正式撤回诉讼才告一段落。
2016年2月18日，林良实在雪兰莪州加影出席一场活动后表示只要首相纳吉及其夫人罗斯玛·曼梳下台，和平、稳定和发展将会重临马来西亚，他说，执政党巫统与国阵都没问题，问题出在纳吉和罗斯玛身上，他也不点名地批评总检察长莫哈末阿班迪称纳吉已经归还了26亿令吉献金中的大部分款项，是在愚弄人民。3月4日，林良实出席由前首相马哈迪·莫哈末号召的倒纳吉大会“拯救马来西亚运动”，并签署了《公民宣言》。
2016年4月15日，林良实走访柔佛州，参观新山华族历史文物馆及廿四节令鼓咖啡厅，品尝柔佛美食之馀，也顺道探望几位老朋友。他表示，本身对于新山并不陌生，毕竟曾担任马华柔佛州联委会主席多年的他，已经到访过新山很多次。
2018年11月2日，林良实出席中国驻马来西亚大使馆赞助拉曼大学学士奖学金的颁发仪式。当被问及有关马华党选课题，他回应称：“我祝愿他们一切好运。”
2019年3月24日，根据马来西亚林氏宗亲总会文告，为了嘉奖林良实在社会及宗亲会的贡献，理事会决议委任林良实担任世界林氏宗亲总会荣誉理事长。
2021年12月19日，马华第68届代表大会播放6位前总会长录制的视频。其中林良实发表寄语说：“你们是中央领袖、中央代表，你们是马华公会最重要的领袖们，站在党的中间可以得到机会来作为中央领袖和中央代表，我们的党会进步和成功，是靠你们的努力出力，我希望你们会记得你们的责任，党的前途就靠你们，我希望你们努力加油。”

### 拉曼大学活动
2004年6月22日，林良实在拉曼大学召开一项新闻发布会时宣布，已在前一日（6月21日）辞去拉曼学院理事会主席职，并由马华总会长黄家定取代，他亦表示将把精力放在发展拉曼大学的事务上。7月17日，林良实说，拉曼大学准备和中国多所著名大学进行有关学生及教授交换计划，以提升该校的学术水平。9月15日，林良实为“拉曼大学生往中国教育考察团”主持推介礼后在新闻发布会上说，拉曼大学是一间多元种族的大学，并鼓励非华裔学生报名就读，他同时认为，玛拉工艺大学应该开放给非土著学生就读。
2014年1月21日，林良实宣布，拉曼大学理事会决定在霹雳州金宝设立苏丹阿兹兰沙专科教学医院，以中西合璧的方式进行教学及提供治疗。另外他透露称本身已接受马华总会长廖中莱的要求，出任联合教育机构委员会主席，以协助拉曼大学、拉曼学院、自立合作社（KOJADI）及学前教育中心（CECE）的教育系统。
2015年5月27日，在林良实的率领下，“为马来西亚而教（Teach For Malaysia，TFM）”和“马来西亚脑力认知协会（MMLM）携手到访“为马来西亚而教”的参与学校。林良实致词时表示：“世界在不断的变化和向前发展，而学生必须知道外面的世界有许多的升学机会等待着他们。所以我们必须好好地引导他们走向正确的方向。”他补充说：“必须给他们机会继续升学，以确保他们日后的就业机会。”
2017年2月22日，拉曼大学宣布委任林良实为该大学名誉校长，而林良实原本担任的拉曼大学理事会主席，则由马华前总秘书陈祖排接任。拉曼大学发文告说，该大学是为了表彰林良实对拉曼一生不懈的努力及无畏和无私的奉献，而于该年1月18日的理事会会议上，决定委任他为拉曼大学名誉校长。
2022年1月16日，林良实在夫人王维娜陪同下出席在居銮中华楼的拉曼大学医院基金筹款活动。因行动不便而坐轮椅的林良实，没有上台演讲，但他的精神不错，在宴席上也与居銮华社领袖侃侃而谈。由于不便上台，移交优大医院的捐款仪式，全程在台下进行。
2022年8月25日，林良实现身拉曼大学医院慈善义卖活动。
2022年9月22日，林良实现身炒粿条，为优大医院进行筹款。
2022年10月12日，林良实出席了由森美兰中华总商会主办的筹募拉曼大学综合医学院建设发展基金《慈善之夜》晚宴。森州爱心专科医院理事会署理主席刘志文及主席李典和移交10万令吉模拟支票给林良实。
2022年10月14日，林良实在“阿牛为拉曼献爱心演唱会”新闻发布会上宣布，将于10月29日下午1时在拉曼大学金宝校区敦林良实礼堂举行“阿牛为拉曼献爱心演唱会”，为拉曼大学医院建设经费仍需7000万令吉筹款。

## 纳吉诽谤案
2015年10月3日，林良实出席于吉隆坡文良港拉曼大学学院举办的第11届马来西亚脑力开发大会时认同前首相马哈迪·莫哈末向时任首相纳吉·阿都拉萨施压，要求纳吉辞职下台的做法。他表示，外来的钱汇入私人户头是无法被接受的事情，纳吉必须就此引咎辞职：
|          | 我同意马哈迪的看法，因为把外来的金钱汇入他的个人银行户头，怎么可以这样？你认同吗？ |
| ——林良实 |                                                                                    |

10月5日，纳吉向林良实发出律师信，要求林良实撤回言论与道歉，他也申明，一旦林良实在接获律师信的7天内没有登报道歉，他将向他采取进一步的法律行动。10月6日，其妻子王维娜向《星洲日报》证实丈夫林良实接纳吉律师信，她说，林良实交由律师去处理该律师信，她也指出他（林良实）需与代表律师商讨此事，才能决定下一步行动。10月7日，林良实正式发文告表态不道歉，称愿接受纳吉的挑战。10月10日，时任槟城首席部长兼民主行动党秘书长林冠英接受媒体访问时说，他看不过眼林良实因发表言论而遭纳吉起诉，并说如果马华不愿意为林良实出头，他愿意帮他出头。
10月27日，纳吉正式入禀法庭起诉林良实诽谤，并在诉讼中把他列为唯一的答辩人。纳吉律师哈法里占接受《当今大马》访问时披露纳吉本人已入禀法庭起诉林良实。这也是马来西亚历史上第一宗首相起诉国阵成员党的案件。
12月14日，林良实反起诉纳吉，就此案寻求赔偿、惩罚性赔偿、利息及堂费，他入禀反起诉与抗辩书，指责纳吉起诉他的动机不诚，并称若纳吉真的重视声誉，则应一并起诉前首相马哈迪·莫哈末、《华尔街日报》及《砂拉越报告》。
2016年1月11日，高庭法官建议双方进行庭外和解。但最终鉴于林良实坚持要求纳吉亲自出面为案件调解，双方无法达成共识，调解以失败告终。
2016年2月15日，前首相马哈迪入禀宣誓书，支持林良实申请撤销纳吉的诽谤诉讼，理由是纳吉在滥用司法程序。3月31日，纳吉入禀法庭，申请撤销马哈迪支持林良实撤销纳吉诽谤诉讼的宣誓书，并于7月18日获法庭批准。
2018年1月8日，高庭择定同年4月24日起3天，开庭聆审此案。3月16日，高庭驳回林良实要求撤销纳吉指控的申请。5月22日，随着纳吉领导的国阵在该年5月9日大选惨败后，他正式撤销该诽谤诉讼。纳吉代表律师莫哈末哈法立占指出，他是根据时局的改变，建议其当事人撤销诉讼，因目前有其他更需要他关注的重要课题：“我们同意支付2万5000令吉堂费给予林良实。”

## 评价
1999年7月7日，大马贩商总会会长陈天贵在近打小商公会庆祝成立60周年纪念宴会上为林良实冠上“小贩之友”称号。陈天贵说，林良实一路来都给予小贩积极的支持，在许多小贩公会主办场所都能见到他出席。因此，他表示乘着当晚的宴会，“斗胆”为林良实冠上“小贩之友”称号，以表扬他对小贩同业的支持与关心。
另一方面，马来西亚华校教师会总会副主席陆庭谕认为林良实勇气可嘉，似乎将平反“华文中学被改制的冤曲”，将让华文独中教育在国家教育政策中，享有公平合理的待遇，那么华文独中自然会办得有声有色。

### “马华永久名誉总会长”
2003年6月13日，马华中委会一致议决，推选林良实为马华永久名誉总会长，并尊称他为“拉曼学院发展之父”。新任马华总会长黄家定说：
|          | 有鉴于卸任总会长（林良实）对党，华社和国家所作出的忠贞贡献，中委会因此推选他为马华永久名誉总会长。 |
| ——黄家定 | |

他也宣布，拉曼学院在林良实精明的领导下，获得卓越的发展，因此，中委会也一致推举他为“拉曼学院发展之父”。

### 马哈迪评价
2003年9月18日，时任首相马哈迪·莫哈末在首相官邸特别设宴欢送林良实的仪式上致词时赞扬林良实出任内阁部长27年及交通部长时作出的贡献。马哈迪说，他深深感激林良实的服务，并形容他为“活跃及成功执行任务的部长”。
他说，林良实最大贡献是成功提升马来西亚的港口，使马来西亚港口成为世界超级货柜货轮靠岸地点。马哈迪也说，以前马来西亚港口每年只处理100万个单位货柜，新加坡却能处理高达1200万个货柜，林良实亲自到场调查原因，今天（2003年），在他（林良实）的努力下，马来西亚港口每年处理的货柜已激增至1000万个单位，这是他交出的成绩。

### 蔡细历评价
2018年11月，马华前总会长蔡细历在其著作《政治谷底翻身—褒贬由人》（Like Me or Hate Me）对于林良实如此评价：
|  | 林良实在陈群川下台后，接棒领导马华长达17年。他说话轻声细语，喜怒不形于色。是真正的政治高手。虽然他不谙华语，但他为人谦卑没有架子，而且勤劳认真，因此受人爱戴。我们必须承认，出任马华总会长期间，林良实对华小及大专教育贡献无数。拉曼大学学院的蓬勃发展以及拉曼大学的成立，他居功不小。林良实擅于谈判，总能和政治对手达致协议，以维持党内稳定。 |

|  | 林良实勤于跑动接触基层，他爱喝威士忌的习惯，让他广交朋友而且容易打成一片。这也协助他在掌位初期，建立强大的基层势力。不过，这也有不好的一面。日子久了，他只和能喝酒的为伍， 渐渐地和其他活跃但不喝酒的党员疏远。 |

|          | 身为政治人物，林良实从来不会直接拒绝別人。我也发现，他在商界有广大的人脉。当时，马华的形势大好，处于势力和影响力巅峰。在林良实的努力下，为马华扎下雄厚的财力基础。他从来不干预《星报》的作业，这也让《星报》崛起成为全国最高发行量的英文报章。 |
| ——蔡细历 | |

### 对拉曼大学的贡献
拉曼理大校长李仕伟教授评价称，林良实在担任拉曼学院（现拉曼理工大学）理事会主席期间，曾推动多项活动筹募建设资金，使该校得到发展。他说：“时任林良实的奉献与坚持，为拉曼理大的持续增长立下功劳，报读学生人数从1986年的7500人，增加至2004年的3万人，课程从23个增至116个，校务人员则从441人增至1064人。”
马华公会总会长魏家祥则评价提到，林良实在担任拉曼学院理事会主席期间，制定了总校舍的扩充与发展计划，并在5个州属设立了分校。他说：“此外，拉曼也在这段期间开办了许多课程，并且与海外大学及专业机构达成合作。林良实也在1997年提出奖学金（Merit Scholarship）制度，以表扬和鼓励学生在学业方面有良好的表现，此外，他也透过筹款设立了许多免息贷学金，以帮助有需要的学生在拉曼求学。我们在此感谢林良实对每一位学生的付出、指导与信任，这个荣誉哲学博士学位见证了您所做出的贡献，以及对拉曼理工大学的影响。”

## 荣誉及奖项
1993年10月9日，林良实获得美国坎贝尔大学颁予名誉法律博士学位。由美国亲自前来颁发这项荣誉给林良实的坎贝尔大学主席诺曼韦京博士说，该大学赏识林良实在公共服务领域的卓越表现，以及对拉曼学院的贡献，因而决定将这份荣誉颁发给他。
1994年5月18日，林良实获阿根廷政府颁发“THE GRAND CROSS OF THE OTHER OF MAY”荣誉勋章，该勋章是阿根廷政府颁发予对该国有贡献外国人的最高荣誉。阿根廷驻马来西亚大使沙道勿斯在仪式上表示，林良实曾两次到访阿根廷，可称是该国的老朋友，在促进两国双边关系中扮演积极的角色。
1995年5月29日，美国北卡罗来纳州的云丝顿沙林市长玛莎乌颁发荣誉市民奖给在美国度假的林良实。在颁奖仪式上，该市长颁发一枚钥匙给林良实，以称赞他在教育领域的贡献，同时也向他祝贺国阵在1995年大选取得狂胜。
2004年6月5日，时任马来西亚最高元首端古赛西拉鲁丁配合华诞庆典封赐S.S.M“敦”衔予林良实。林良实在拉曼大学临时校址接受传媒访问时说，这不是他一个人的荣誉，反之，应归功于所有曾在他生命历程中发挥影响力的人，包括前任及现任首相、亲人、教友、校友、老师、朋友及他在国阵与马华的同志。
2024年9月7日，拉曼理工大学颁发荣誉哲学博士学位（商业）予林良实，以表扬他在推动该大学发展、创办拉曼大学及在政坛的贡献。

## 争议

### 巴生港口自贸区事件
2010年7月29日，林良实被控涉嫌在巴生港口自贸区事件中，欺骗内阁批准购买土地发展，成为马来西亚首名面对刑事检控的拥「敦」衔人物。事件牵涉广泛，除林良实之外，还包括交通部长陈广才、巴生港务局总经理冯惠珠、巴生港口自贸区发展顾问BTA绘测公司工程顾问陈森永、Kuala Dimensi私人有限公司总营运长史迪芬阿博（Steven Abok），以及Kuala Dimensi私人有限公司（KDSB）工程师刘进东。他也面临两项交替控状，即被控欺骗政府、蓄意隐瞒内阁在PKFZ项目购买土地时，将每年被征收7.5%的额外利率。林良实否认有罪，由儿子林熙隆代缴100万令吉保释金，案件订于9月3日过堂。林良实在面对审问时，多次辩称在担任交通部长时，对巴生自贸区的内情「不记得」或「毫不知情」。
2012年3月9日，吉隆坡高等法院宣判林良实表罪成立。主控法官公布长达83页的书面判词指出，林良实在提呈内阁时蓄意隐瞒有关购地的价格。法官阿玛迪根据2名控方证人纳兹里和莫哈末阿芬迪（Mohd Effendi Norwawi）的供词指出，当内阁于2002年11月6日决议购地时被告知有关购地的价钱是10亿8千800万令吉，但因为林良实蓄意隐瞒有关购地的价格，内阁并未告知有关购地费用已经超出，而林良实在签署或核准与购地文件时，已掌握文件及内容的真实性，认为林良实身为拥有理性、地位和社会经验的知识分子，却辩称本身在不知情的的情况下签署文件，是一件很不合理的事。林良实也向法庭告知，他并不知道在担任交通部长最后一天所签署的关于巴生港自由区（PKFZ）的支持信的目的，这封信后来不仅用于筹集债券，而且还用于为随后的债券发行获得AAA评级。法官阿玛迪指出，林良实在内阁批准购地后仍发出支持信给大马债券评估机构，以协助配合发展巴生港口自由区计划所发行的债券取得最高评级，显示林良实有不良的企图来欺骗政府，同时也指出，林良实没有告知内阁有关产业服务及估价局（JPPH）在志期2000年9月29日信函中，针对相关土地的估价。林良实在判决后向媒体表示，将准备出庭为自己的三项指控辩护。
2013年10月25日，吉隆坡高等法院依据4个层面，即土地的定价、被告在交通部准备内阁文件中所扮演的角色、地价及年利率是否涉及隐瞒、欺骗、误导或利诱，以及被告本身的行为，宣判林良实的罪名不成立。高等法院法官艾哈迈迪·阿斯纳维（Ahmadi Asnawi）在长达42页的判决书中指出，控方必须证明林良实欺骗内阁的事实，但在辩方律师提供的证据和审讯反复提及的5名时任内阁部长，即3名辩方证人前首相马哈迪、冯镇安（Fong Chan Onn）丶阿都卡迪（Abdul Kadir Sheikh Fadzir）和2名控方证人纳兹里（Mohamed Nazri）和莫哈末阿芬迪（Mohd Effendi Norwawi），表明财政部全程参与巴生自贸区的购地计划，每平方呎25令吉加上7.5%的年利率得到产业服务及估计局（JPPH）的承认和同意，尽管林良实知道根本没有这份合约。而3名辩方证人马哈迪、冯镇安和阿都卡迪作为林良实担任交通部时期的内阁部长，他们证明自己知道在提交的内阁文件中，7.5%的利息是不包括在购买价格的，也否认在购买土地方面，受到误导、欺骗、诱导或诈骗，印证了林良实的供证，即被告并未涉及土地估价。

## 个人生活

### 婚姻生活
1995年3月21日《南洋商报》报导了林良实与妻子王维娜的爱情故事。在1968年的一个周日夜晚的槟城中央医院，一位长得眉清目秀的当值受训护士（王维娜）正在巡视病房时，突然见到有张病床旁，立着一个“衣冠不整”的男人。由于当时探病时间已过，她就轻声提醒对方该离开了，可是，对方却不予理会，见状，她也不再干涉，心想他总会离开。这时，突闻电话铃响，当她拿起电筒，对方表示要找“DR LING”（林良实），她见病房中再无其他人，就跑到隔壁病房间，那儿的护士却告诉她“DR LING”就在她当值的病房里......
因为这个美丽的误会，就这样撮合一对佳偶，当年的林良实医生和王维娜护士，医生配护士，很合拍的一对。王维娜在专访时笑言：“我们不只是夫妻关系，也是好朋友，在一起时，除了谈家事、谈孩子，也像朋友一样谈天说地。”
2004年6月5日，林良实接受《星洲日报》访问时说，太太王维娜是其中一位影响他最深的人，并感谢她一直在背后默默支持他、鼓励他。他表示，往往在作出最重要的决定时，他会先跟王维娜讨论。林良实也说，他最信任的人就是王维娜，而后者更是他“最好的军师”。
2006年11月1日，《东方日报》报导林良实曾说：“妻子王维娜在我的生命中扮演重要角色，受华文教育的她一路上扶持我，她也是我的华文助理。太太拥有女性的敏感直觉，而她阅人的直觉往往很准确。她也很关心和照顾党同志。”

### 家庭
林良实与妻子王维娜婚后共育有两个儿子。大儿子林熙隆曾在2005年马华党选赢获马青署理总团长一职，并曾参与2008年大选唯不敌人民公正党候选人李文材。小儿子林熙杰曾在2008年马华全国区会改选中成功击败对手，成为最年轻的泗岩沫区会主席，在此前也曾任泗岩沫马青区团长。
2012年11月14日，林良实的岳母萧珍珠（Seow Tin Choo）逝世，享年96岁。林良实在受询时表示，岳母生前非常疼爱及关心家人，若获悉子孙家人有返家，也会准备许多福州家乡菜与家人共餐，将家人照顾得无微不至。

## 个人观点
2003年7月13日，已卸任马华总会长的林良实称赞首相马哈迪·莫哈末是一个“有远见的人”。
2008年7月28日，林良实针对马华元老领袖在区会党选胜出后认为，在民主党选程序下，蔡细历、陈祖排、蔡锐明等元老有权参与党选，而马华党员也应该接受和尊重所有经过民主程序选出来的领袖。他说：“如果党员仍然需要你，选你，那你就可以继续为党服务。重要的是党选遵循民主程序进行，谁赢谁输都是民主程序的结果，我们应该尊重它。”
2014年5月26日，林良实在“第10届脑力开发盛会”指出，马华不出战武吉牛汝莪补选是一项正确的决定，因为成绩显示，超过80%的选民都投选了蓝卡巴星。他说，民主行动党强人卡巴星不幸车祸逝世，他是一名值得大家尊重和爱戴的国会议员，因此马华选择不出战是对的事情，而且也不应该去争取该议席。
2015年9月29日，林良实出席见证拉曼大学与马来西亚公司秘书协会签署谅解备忘录后，针对马华青年团巴西古当区因不满首相纳吉·阿都拉萨赞扬备受种族主义指控的916集会而发表与纳吉“断交”的言论时表示，他非常同情马青巴西古当区团党员的心情，并表示若本身年轻，也会做出同样的举动。他说，纳吉在多个课题上都无法给予人们一个合理的解释，且赞扬916集会是和平及和谐的集会，让人感到失望。林良实也指出，纷扰多时的26亿政治献金一事，为何非作为私人用途的资金会汇入私人户口，迄今都未能获得一个解答。
2016年2月18日，林良实出席一场活动记者会时形容，前首相马哈迪·莫哈末不是个轻易放弃的人，马哈迪一旦相信某些事情，则将坚持到底。他相信马哈迪要首相纳吉·阿都拉萨下台的行动不会失败，皆因马哈迪的看法与神同调。林良实也提到执政党没有问题，巫统也没有问题，人民更没有问题，有问题的只是纳吉和首相夫人罗斯玛·曼梳，一旦换掉他们，国家就会恢复正常。
2016年6月3日，林良实在拉曼大学召开有关大马脑力盛会记者会，受询及对于伊斯兰刑事法的看法时认为提呈伊刑法是个错误的行为。他说，在多元种族社会落实伊刑法是个错误，各族必须互相尊重彼此的看法及理念。
2018年11月2日，林良实出席在双溪龙拉曼大学的一项活动后说，时任首相马哈迪·莫哈末经验丰富，马哈迪领导的新政府，对人民、国家和政府都会很好。他说，马哈迪是很特别的人物，而且少有，他本身不是这种人，所以他的任务就是支持马哈迪。至于前首相纳吉·阿都拉萨被控，林良实说，案件已带上法庭，就由法庭去裁定。
2019年3月13日，林良实出席2019年脑力竞赛记者会时相信时任财政部长林冠英处理拉曼大学学院课题的方式是一种“政治自杀”，因此他劝告时任马华总会长魏家祥不必浪费时间再攻击林冠英。《当今大马》引述林良实的谈话说：“我劝告他不必太周于责骂。林冠英将会‘自杀’，当他拿走拉大学院（的拨款），这将会是他人生中最大的错误。”

## 轶闻

### 受委马来西亚过渡首相的传言真实性
在1988年2月4日法官哈伦哈欣位于吉隆坡高庭宣判巫统为非法组织，原因是有一些未注册的该党支部党员参与了1987年巫统党选，违反了1966年社团法令，因此技术上大会本身也是非法。根据部落格、内容农场等流传的其中一个说法，时任首相马哈迪·莫哈末把国阵主席职位交给身为国阵第二大成员党马华公会的总会长林良实。林良实便受命成为非官方代理首相，直到同年2月16日。2023年12月15日，经《当今大马》检查发现，尽管林良实确实在危机中发挥关键作用，但关于他曾任代首相的报道并不是事实。

### 1988年请假出国事件
1988年9月28日，消息来源告诉《星洲日报》说，林良实决定以“休息”的理由于10月1日开始申请一个半月以上的无薪假期出国休息。他在出国前夕接受《南洋商报》的专访时，表达了马华对政府的诸多不满，并且指出有许多原先已获得国阵政府首肯的各种承诺，依然没有具体实践，问题主要涉及教育，以及新村等关系华人的事件。教育部长安华·依布拉欣称政府应该检讨马华所感到不满的问题，民政党主席林敬益认为林良实的举动目的在于鼓动华社的情绪，以挽回华社的支持，无形中已破坏国家政治的稳定。
10月6日，时任首相马哈迪·莫哈末称将于林良实度完六个星期假期返国后会见后者，以便就林良实针对国阵的不满澄清真相。10月18日，马华副总会长郭伟杰披露，林良实虽出国六个星期，但若有必要，他将会随时回来。
11月19日，林良实返回马来西亚，出席马华总部举行的一个迎接集会上致词时表明，本身会在近期内会见首相马哈迪，讨论马华及华社所面对的问题，并希望这些问题的承诺应该尽快执行，以实现国阵在大选时所许下的诺言。他说，经过六个星期的沉静思考，他对原本持有的一个基本想法并没有改变，那就是相信，在像马来西亚这样一个多元种族的国家，多元种族之间的合作是“必要”的，但这种合作必须属于真诚，有意义，有效及惠及全民的，不然，则不能称为合作。
11月24日，林良实在交通部召开一项记者会指出，首相马哈迪在和他会谈时保证，国阵政府在上届大选中所许下的诺言，将会在一个合理的期限内全部兑现。

### 移师芙蓉竞选传言
1994年5月，民间盛传林良实将在来届大选到森美兰芙蓉上阵的传言。林良实于当月曾到芙蓉主持两项仪式，先是选择芙蓉中华中学作为马华公会发动全国独中筹款的推动仪式始点，两天后再访芙蓉并为芙蓉启华小学扩建主持推动礼。林良实之后接受媒体访问时澄清外界的盛传纯属谣言。

### 鱼头论
林良实曾于1995年提出“鱼头论”。他当时说，鱼如果发臭的话，一定先从头臭起。相同的，党若分裂，一定是先从党领袖开始分裂，意指党的分裂是从上面开始，而不是从基层开始。
同年8月，马华在红土坎直落峇迪外展学校举行的马华国州议员训练营中，也赠送“鱼”给马华所有102名国州议员，以紧记住“鱼头论”。
马华于2001年2月初因为接班人配套密谈问题，再度引起林良实及时任署理总会长林亚礼与党的风波，而双林之争也同样引起“鱼头论”。
林良实在同年2月杪在该党的52周年党庆时承认，这些风波是发生在“鱼头”，跟党领袖有关，而马华领导层将会好好的处理党内问题。林亚礼则承认，他与林良实都是“鱼头”，并强调弄臭“鱼头”的人肯定不是他。

### 辞职信副本签名引混淆
2003年5月23日，鉴于林良实在马华大厦签署一份类似辞职信函的文件，让传媒感到混淆，纷纷向总秘书陈祖排查证该文件是否是其辞职信。
传媒深感不解的是，林良实早在5月19日已将辞职信呈交给陈祖排，但在5月23日签署辞职信，查证结果是林良实决定将其辞职信公开让传媒发表，所以亲笔在一份其辞职信副本上签名，然后由其秘书分发给各传媒。
经向陈祖排查证后发现，林良实所签副本只是写上诚恳的林良实（sincerely ling），然而在转交给陈祖排的辞职信则是写上非常诚恳的林良实（very sincerely ling）。

### 敦林良实礼堂

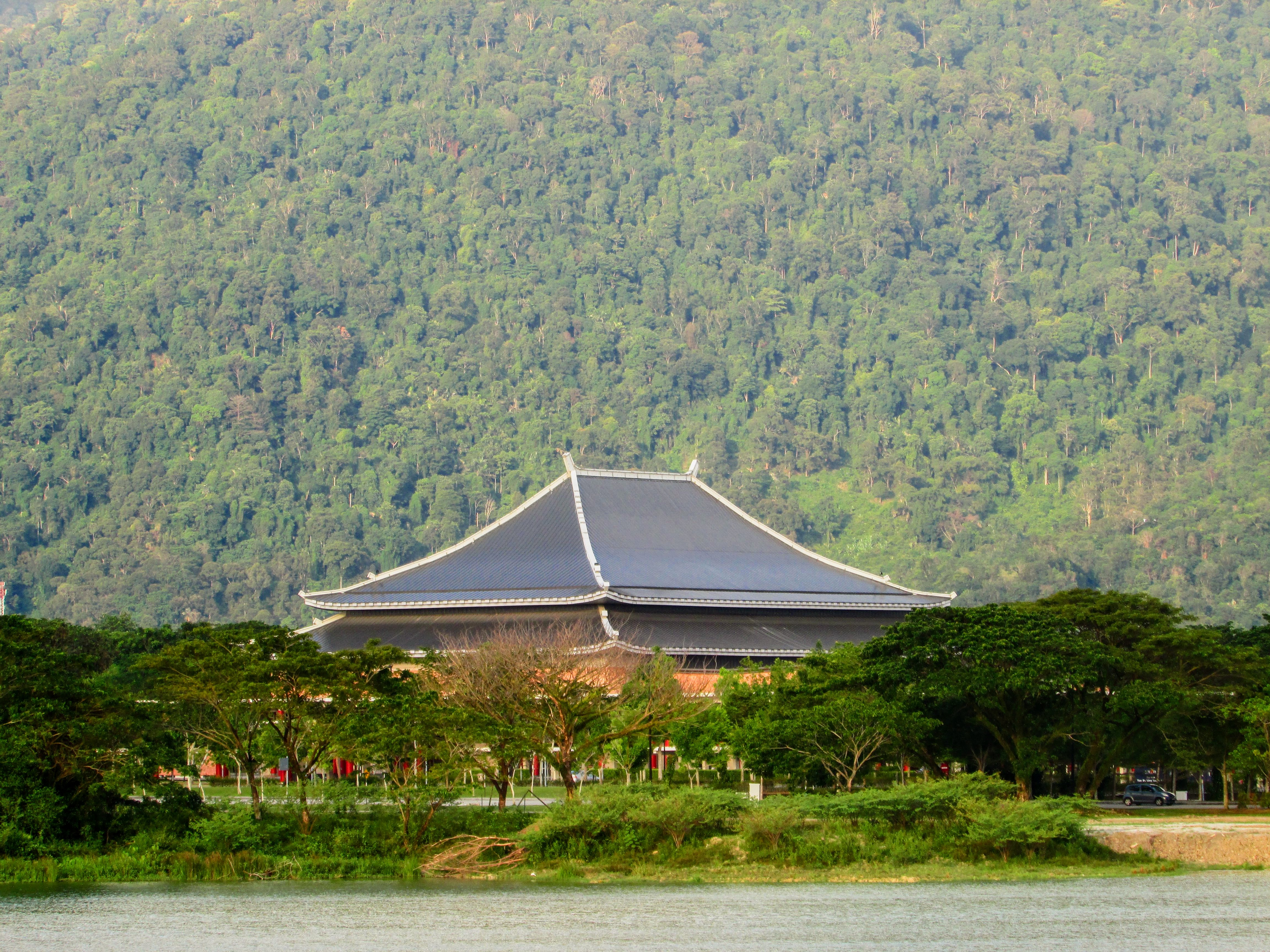
拉曼大学金宝校区的敦林良实礼堂，以林良实的名字命名

2012年10月19日，拉曼大学校长蔡贤德在该大学10周年庆典敦林良实礼堂开幕仪式上说，占地1万2千平方尺的金宝拉曼大学敦林良实礼堂可容纳3千500人，并将于隔天首次开放，作为该大学第15届毕业典礼场地。蔡贤德说，拉曼大学举办敦林良实礼堂开幕典礼，是为了表扬林良实对该校的贡献。他表示将林良实作为礼堂的名字，是在一次理事会会议上提出的，林良实当时缺席，对此事不知情，后来才告诉他，给他一个惊喜。

### 出席净选盟4.0大集会
2015年8月29日，尽管马华恫言对付任何出席净选盟4.0大集会的党员，但一名澳大利亚珀斯的净选盟集会参与者陈潘茂（译音，Tan Pan Maw）在集会现场发现林良实，与他合照后将照片上载至面子书，引起广泛讨论。林良实的夫人王维娜于同年9月1日证实了此消息。
对于此事件，时任马华总会长廖中莱表示，该党对林良实被指出席集会的目的及立场不明，因此将会向他进一步了解，而马华立场是没有鼓励党员，参与及出席非法集会。另一方面，马华副总会长蔡智勇指出，每位参与集会的人，都有本身的理由及想法，而他本身不清楚林良实现身集会的原因：“每个人参与都有他们本身的理由，我不懂，也不便去猜测他（林良实）现身的原因。”

### 与纳吉的诽谤诉讼
2016年1月21日，根据大马内幕者（The Malaysian Insider）发现的书面文件，首相纳吉·阿都拉萨回应面对其起诉的林良实时承认，SRC International私人有限公司汇入高达4200万令吉至他的私人银行户口。然而，纳吉对这笔款项通过两家公司再汇入其私人户口一事，表示毫不知情。
2019年7月18日，纳吉SRC案法官莫哈末纳兹兰允许控方在案件的审讯中，提呈纳吉起诉林良实诽谤案的相关文件。
2019年7月29日，纳吉被控7项涉及SRC国际私人有限公司4200万令吉资金案续审，作为控方第55名证人的兰吉星受召出庭供证时证实，纳吉曾在起诉林良实诽谤的一份宣誓书内承认，其个人户头确实曾收到属SRC国际私人有限公司的4200万令吉资金。
2020年6月1日，纳吉被控涉及SRC国际公司4200万令吉洗黑钱案的辩方律师哈威德吉星在口头结案陈词时说，纳吉在起诉林良实诽谤案的宣誓书（此案标注P616的证物）中承认接受SRC国际公司的4200万令吉，并不表示承认有罪。他说，纳吉在供证时指出，在P616作出的“承认”并不正确，实际上是断章取义。
2022年3月15日，纳吉SRC案主控官希旦峇兰代表控方陈词时重申，纳吉曾在入禀法庭起诉林良实诽谤的一份宣誓书内，承认知道来自SRC公司的4200万令吉资金已被汇入其银行户头。

### 与卡巴星的关系
林良实与民主行动党前主席卡巴星是1961年在新加坡时期的马大同学，并一起住在大学宿舍。当时的他是马大学生会主席，卡巴星是理事。
2014年卡巴星逝世后，林良实曾到丧府致哀，他在林吉祥和林冠英父子的陪同下召开新闻发布会时，被一名记者问其眼眶含泪，是否为卡巴星流泪。林良实在称赞记者观察力强后表示本身感到悲伤，为一个巨人（卡巴星）的殒落而掉泪。林良实形容卡巴星大学时很顽皮，并打趣说家有顽皮孩子的家长不要担心，因为长大后会成为一名好律师。
林良实于1974年当选国会议员，当时卡巴星则是州议员。他也说，自己向来在国会与卡巴星争锋相对，不过，他骂的是行动党，而卡巴星骂的是马华。

## 著作
- 《为国为民：林良实言论选辑》，1994年3月26日出版
- 《坚毅不拔》（Will Of Iron），1995年8月出版[174]

## 相关书籍
| 出版年份 | 标题                 | 作家   | 出版社                                                  | 备注            |
| -------- | -------------------- | ------ | ------------------------------------------------------- | --------------- |
| 2004年   | 《林良实的政治智慧》 | 郑赤琰 | Akademi Kewartawanan & Informasi Taima 大马新闻资讯学院 | [ 175 ] [ 176 ] |